# Dark Boys Club
Dark Boys Club è il quinto mixtape del gruppo musicale italiano Dark Polo Gang, pubblicato l'8 maggio 2020 dalla Triplosette Entertainment e dalla Universal Music Group.

## Descrizione
Composto da dieci tracce, il disco presenta ospiti come Tedua, Lazza, Salmo, Ketama126, Capo Plaza, DrefGold e Anna. Con la pubblicazione dell'edizione fisica su CD e LP vengono aggiunti quattro brani: tra questi sono presenti i featuring di Ski & Wok, Geolier e Massimo Pericolo.

## Promozione
Il mixtape, assieme alla sua copertina, è stato annunciato sui profili Instagram dei membri del collettivo il 5 maggio. La copertina del disco presenta il Colosseo in fiamme, con il titolo Dark Boys Club avvolto dal fumo.
Il 4 settembre 2020 il mixtape è stato pubblicato anche nei formati CD e LP, contenenti quattro brani aggiuntivi.

## Accoglienza
| Recensione      | Giudizio |
| --------------- | -------- |
| La casa del rap | 6,2/10   |
| OndaRock        | 3/10     |
| Rockol          |          |

Il disco è stato accolto con recensioni miste da parte della critica. Secondo Mattia Marzi di Rockol, il progetto è il manifesto di una nuova versione del collettivo, dove «sonorità e i toni riprendono l'umore street che fece conoscere la Dark Polo Gang quando la trap non era ancora una moda». Per Loris Bellitto di La casa del rap, il disco è mediocre, «un giusto sottofondo per passare mezz'ora senza pensieri, niente di più».
In una recensione negativa, Antonio Silvestri di OndaRock afferma che l'album si presenta con una «gran confusione», e che non ci sia «neanche un brano che sia uno da ricordare».

## Tracce
1. Dark – 1:44 (testo: Nicolò Rapisarda, Dylan Thomas Cerulli, Umberto Violo, Luca Antonio Barker, Youngotti – musica: Sick Luke, Youngotti)
2. Gang – 2:50 (testo: Umberto Violo, Dylan Thomas Cerulli, Nicolò Rapisarda, Luca Antonio Barker, Youngotti – musica: Youngotti)
3. Pyrex x Wayne Santana x Tedua – Savage – 2:44 (testo: Dylan Thomas Cerulli, Umberto Violo, Mario Molinari, Luca Antonio Barker, Christian Mazzocchi – musica: Sick Luke, Chris Nolan)
4. Tony Effe x Lazza x Salmo – Pussy – 2:41 (testo: Nicolò Rapisarda, Jacopo Lazzarini, Maurizio Pisciottu, Andrea Moroni – musica: Andry the Hitmaker)
5. Pyrex x Ketama126 – Dark Love Gang – 2:55 (testo: Dylan Thomas Cerulli, Piero Baldini – musica: Ketama126)
6. Tony Effe x Capo Plaza – Amiri Boys – 2:35 (testo: Nicolò Rapisarda, Luca D'Orso, Luca Antonio Barker – musica: Sick Luke)
7. Wayne Santana x Boro Boro x Samurai Jay – No Stupid – 2:59 (testo: Umberto Violo, Gennaro Amatore, Federico Orecchia, Youngotti, Kermit – musica: Youngotti, Kermit)
8. Tony Effe x MamboLosco – 4L – 2:28 (testo: Nicolò Rapisarda, William Miller Hickman III, Luca Antonio Barker – musica: Sick Luke)
9. Dark Polo Gang x DrefGold x Anna – Biberon – 2:30 (testo: Elia Specolizzi, Dylan Thomas Cerulli, Nicolò Rapisarda, Umberto Violo, Anna Pepe, Luca Antonio Barker, Paolo Monachetti – musica: Sick Luke, Charlie Charles)
10. Tony Effe x Pyrex x Traffik x Oni One – #FreeTraffik – 2:45 (testo: Gianmarco Fagà, Nicolò Rapisarda, Ethan Dante, Dylan Thomas Cerulli, Luca Antonio Barker – musica: Sick Luke)

Tracce bonus nelle edizioni CD e LP
1. Speedrunner – 1:59 (testo: Nicolò Rapisarda, Dylan Thomas Cerulli, Umberto Violo, Luca Antonio Barker – musica: Sick Luke)
2. Wayne Santana x Ski & Wok – Dondurè – 2:21 (testo: Umberto Violo, Andrea Mazzanti, Vittorio Polazzo, Luca Antonio Barker – musica: Sick Luke)
3. Pyrex x Geolier – 1, 2, 3 stella – 2:17 (testo: Dylan Thomas Cerulli, Emanuele Palumbo, Luca Antonio Barker – musica: Sick Luke)
4. Tony Effe x Massimo Pericolo – MP5 – 2:45 (testo: Nicolò Rapisarda, Alessandro Vanetti, Luca Antonio Barker, Francesco Barbaglia – musica: Sick Luke, Crookers)

## Formazione
Gruppo
- Tony Effe – voce (tracce 1, 2, 4, 6, 8-10)
- Pyrex – voce (tracce 1-3, 5, 9 e 10)
- Wayne Santana – voce (tracce 1-3, 7 e 9)

Altri musicisti
- Tedua – voce (traccia 3)
- Lazza – voce (traccia 4)
- Salmo – voce (traccia 4)
- Ketama126 – voce (traccia 5)
- Capo Plaza – voce (traccia 6)
- Samurai Jay – voce (traccia 7)
- Boro Boro – voce (traccia 7)
- MamboLosco – voce (traccia 8)
- DrefGold – voce (traccia 9)
- Anna – voce (traccia 9)
- Traffik – voce (traccia 10)
- Oni One – voce (traccia 10)

Produzione
- Andrea Suriani – mastering e missaggio
- Sick Luke – produzione (tracce 1, 3, 6, 8-10)
- Youngotti – produzione (tracce 1, 2 e 7)
- Chris Nolan – produzione (traccia 3)
- Andry The Hitmaker – produzione (traccia 4)
- Ketama126 – produzione (traccia 5)
- Kermit – produzione (traccia 7)
- Charlie Charles – produzione (traccia 9)

## Classifiche

### Classifiche settimanali
| Classifica (2020) | Posizione massima |
| ----------------- | ----------------- |
| Italia            | 1                 |

### Classifiche di fine anno
| Classifica (2020) | Posizione |
| ----------------- | --------- |
| Italia            | 51        |